# Bertheauville
Bertheauville ist eine französische Gemeinde mit 101 Einwohnern (Stand 1. Januar 2022) im Département Seine-Maritime in der Region Normandie (vor 2016 Haute-Normandie). Sie gehört zum Arrondissement Dieppe und zum Kanton Saint-Valery-en-Caux (bis 2015 Kanton Cany-Barville).

## Bevölkerungsentwicklung
| Jahr      | 1962 | 1968 | 1975 | 1982 | 1990 | 1999 | 2007 | 2014 |
| Einwohner | 132  | 115  | 84   | 60   | 75   | 85   | 120  | 113  |

## Sehenswürdigkeiten
- Kirche Notre-Dame-de-l’Assomption